# Perpezac-le-Blanc
Perpezac-le-Blanc település Franciaországban, Corrèze megyében. Lakosainak száma 431 fő (2022. január 1.). Perpezac-le-Blanc Ayen, Brignac-la-Plaine, Louignac, Saint-Aulaire, Saint-Cyprien és Yssandon községekkel határos.

## Népesség
A település népességének változása:
| Lakosok száma | 536  | 424  | 404  | 446  | 478  | 472  | 468  | 464  | 453  | 431  |
|               | 1968 | 1982 | 1990 | 2006 | 2013 | 2015 | 2017 | 2019 | 2020 | 2022 |